# 2013-as Bundesvision Song Contest
A 2013-as Bundesvision Song Contest volt a kilencedik Bundesvision Song Contest, melyet a baden-württembergi Mannheimben rendeztek meg, mivel a 2012-es versenyt a Baden-Württemberget képviselő Xavas Schau nicht mehr zurück című dala nyerte. A versenyre 2013. szeptember 26-án került sor. A helyszín a mannheimi SAP-Arena volt.

## A helyszín és a verseny
A verseny pontos helyszíne a Mannheimben található SAP-Arena volt, amely 15 000 fő befogadására alkalmas.
| Németország Mannheim |

A dalfesztivál házigazdái sorozatban másodszor Stefan Raab, Sandra Rieß és Elton voltak.
Az adás a 2012-es győztes, a Xavas fellépésével kezdődött. A formáció egyik tagja, Xavier Naidoo a dalok utáni szünetben szólóban is színpadra állt. Az előző évi győztes dal előadását követően köszöntötte a nézőket a két műsorvezető, Stefan Raab és Sandra Rieß. A verseny és a szabályok ismertetése után pedig kapcsolták a Green Roomot, ahonnan a harmadik műsorvezető, Elton köszöntötte a nézőket.
A dalok előtti képeslapok az adott tartományról és versenyzőikről szóló kisfilmek voltak. A képeslapok előtt és után rövid felvezető szövegek hangzottak el.
2009 után másodjára fordult elő, hogy egy előadó a német nyelv egyik dialektusát használta: a Brémát képviselő De fofftig Penns alnémet nyelven énekelt.

## A résztvevők
A versenyen Németország tizenhat tartománya vett részt.
2011 után másodszor vett részt az Alsó-Szászországot képviselő Bosse, aki első részvételén Anna Loosszal duettben a harmadik helyen végzett, ezúttal viszont szólóban nyerni tudott. 2007 után ugyancsak másodszor szerepelt az Észak-Rajna-Vesztfália színeiben versenyző Pohlmann.
A Schleswig-Holsteint képviselő Luna Simao a verseny napján tizenhét éves, hét hónapos és tizenöt napos volt, ezzel ő az eddigi legfiatalabb résztvevő.

## A szavazás
A szavazás a fellépési sorrendnek megfelelően történt, vagyis Rajna-vidék-Pfalz volt az első, és Berlin volt az utolsó szavazó.
Minden tartomány az eurovíziós rendszerben szavazott, vagyis 1-8, 10 és 12 pontot osztottak ki a legjobbnak ítélt tíz dalnak. A nemzetközi versennyel ellentétben azonban saját dalra is lehetett szavazni, így a legtöbb tartomány saját magának adta a maximális tizenkét pontot.
Az elsőként szavazó Rajna-vidék-Pfalz saját magát helyezte az élre. Hessen hat pontjával a Saar-vidék vette át a vezetést, a hét pont után pedig csatlakozott hozzá Berlin is. A holtversenyt az Alsó-Szászországnak adott nyolc pont oldotta fel; ekkor ők kerültek az első helyre, majd a tíz pont után Hamburg is. Mecklenburg-Elő-Pomeránia hat pontjával Berlin, a hét ponttal a Saar-vidék, a tíz ponttal Hamburg, a tizenkét ponttal pedig Alsó-Szászország vette át a vezetést. Türingia tíz pontja után Alsó-Szászország és Hamburg holtversenyben állt az élen, de Hamburg tíz pontjával Alsó-Szászország, a tizenkét ponttal pedig Hamburg került az első helyre. Ezt követően már végig ez a két tartomány váltotta egymást az élen.
Végül Alsó-Szászország 2007 utáni második győzelmével zárult az izgalmas szavazás. A tartomány lett a második Berlin után, mely legalább két alkalommal nyerni tudott.
A győztes dal minden tartománytól kapott pontot, a legkevesebb hét pontot Bajorország adta. Emellett a győztes dal két tartománytól – Mecklenburg-Elő-Pomeránia és Alsó-Szászország – gyűjtötte be a maximális tizenkét pontot.
Három tartományt is a saját maguk által kiosztott pontok mentettek meg a nulla pontos utolsó helytől: Mecklenburg-Elő-Pomeránia nyolc pontja az utolsó, Bajorország és Szász-Anhalt tizenkét pontja pedig az utolsó előtti helyre volt elég.

## Eredmények
| #  | Tartomány                 | Nyelv          | Előadó                             | Dal                                         | Magyar fordítás                                   | Helyezés | Pontszám |
| -- | ------------------------- | -------------- | ---------------------------------- | ------------------------------------------- | ------------------------------------------------- | -------- | -------- |
| 01 | Rajna-vidék-Pfalz         | német          | Mega! Mega!                        | Strobo                                      | Stroboszkóp                                       | 10.      | 31       |
| 02 | Hessen                    | német          | Sing um dein Leben                 | Unter meiner Haut                           | A bőröm alatt                                     | 11.      | 29       |
| 03 | Mecklenburg-Elő-Pomeránia | német          | Guaia Guaia                        | Terrorist                                   | Terrorista                                        | 16.      | 8        |
| 04 | Türingia                  | német, francia | Hannes Kinder & Band               | Déjà-vu                                     | Már láttam                                        | 13.      | 13       |
| 05 | Hamburg                   | német          | Johannes Oerding                   | Nichts geht mehr                            | Semmi sem működik                                 | 2.       | 145      |
| 06 | Bajorország               | német          | Charly Bravo                       | Dreckige Namen                              | Piszkos nevek                                     | 14.      | 12       |
| 07 | Schleswig-Holstein        | német          | Luna Simao                         | Es geht bis zu den Wolken                   | A felhőkig ér                                     | 6.       | 68       |
| 08 | Észak-Rajna-Vesztfália    | német          | Pohlmann                           | Atmen                                       | Lélegezni                                         | 12.      | 20       |
| 09 | Saar-vidék                | német, angol   | DCVDNS                             | Eigentlich wollte Nate Dogg die Hook singen | Nate Dogg tulajdonképpen a Hookot akarta énekelni | 5.       | 91       |
| 10 | Szász-Anhalt              | német          | Adolar                             | Halleluja                                   | Hallelúja                                         | 14.      | 12       |
| 11 | Bréma                     | alnémet        | De fofftig Penns                   | Löppt                                       | Működik                                           | 7.       | 61       |
| 12 | Brandenburg               | német          | Keule                              | Ja genau!                                   | Igen, pontosan!                                   | 4.       | 94       |
| 13 | Baden-Württemberg         | német          | Max Herre és Sophie Hunger         | Fremde                                      | Idegenek                                          | 8.       | 51       |
| 14 | Szászország               | német          | The toten Crackhuren im Kofferraum | Ich brauche keine Wohnung                   | Nincs szükségem lakásra                           | 9.       | 35       |
| 15 | Alsó-Szászország          | német          | Bosse                              | So oder so                                  | Így vagy úgy                                      | 1.       | 153      |
| 16 | Berlin                    | német, angol   | MC Fitti                           | Fitti mitm Bart                             | Fitti a szakállal                                 | 3.       | 105      |

## Ponttáblázat

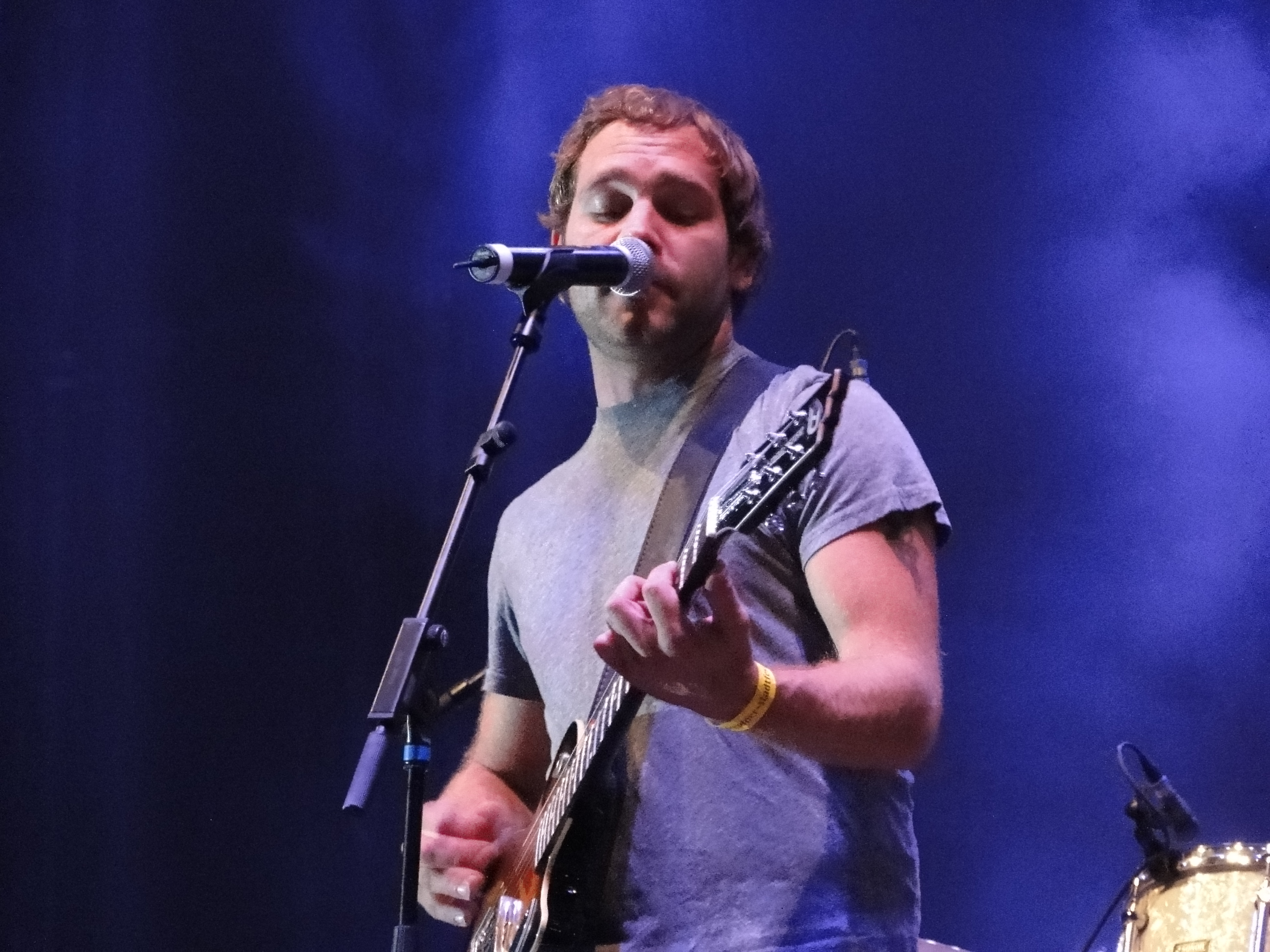
Bosse, a verseny győztese Alsó-Szászországból

| Rajna-vidék-Pfalz         | 31  | 12 |    |    |    |    |    |    |    | 10 |    | 7  |    |    |    |    | 2  |
| Hessen                    | 29  | 5  | 12 |    |    |    |    | 1  | 1  | 2  |    | 2  | 1  | 3  |    | 2  |    |
| Mecklenburg-Elő-Pomeránia | 8   |    |    | 8  |    |    |    |    |    |    |    |    |    |    |    |    |    |
| Türingia                  | 13  |    |    |    | 12 |    |    |    |    |    |    |    |    |    | 1  |    |    |
| Hamburg                   | 145 | 8  | 10 | 10 | 10 | 12 | 10 | 10 | 12 | 7  | 8  | 8  | 7  | 8  | 8  | 10 | 7  |
| Bajorország               | 12  |    |    |    |    |    | 12 |    |    |    |    |    |    |    |    |    |    |
| Schleswig-Holstein        | 68  | 2  | 3  | 3  | 2  | 7  | 4  | 12 | 4  | 3  | 3  | 4  | 2  | 5  | 4  | 5  | 5  |
| Észak-Rajna-Vesztfália    | 20  |    |    |    | 6  | 3  |    | 3  | 8  |    |    |    |    |    |    |    |    |
| Saar-vidék                | 91  | 7  | 6  | 7  | 3  | 4  | 8  | 5  | 6  | 12 | 5  | 3  | 5  | 7  | 5  | 4  | 4  |
| Szász-Anhalt              | 12  |    |    |    |    |    |    |    |    |    | 12 |    |    |    |    |    |    |
| Bréma                     | 61  | 1  | 2  | 4  |    | 8  | 2  | 7  | 2  | 1  | 1  | 12 | 3  | 2  | 2  | 8  | 6  |
| Brandenburg               | 94  | 3  | 5  | 5  | 7  | 6  | 5  | 4  | 5  | 5  | 7  | 5  | 12 | 4  | 7  | 6  | 8  |
| Baden-Württemberg         | 51  | 4  | 4  | 2  | 1  | 2  | 3  | 2  | 3  | 4  | 2  | 1  | 4  | 12 | 3  | 3  | 1  |
| Szászország               | 35  |    | 1  | 1  | 4  | 1  | 1  |    |    |    | 4  |    | 6  | 1  | 12 | 1  | 3  |
| Alsó-Szászország          | 153 | 10 | 8  | 12 | 8  | 10 | 7  | 8  | 10 | 8  | 10 | 10 | 10 | 10 | 10 | 12 | 10 |
| Berlin                    | 105 | 6  | 7  | 6  | 5  | 5  | 6  | 6  | 7  | 6  | 6  | 6  | 8  | 6  | 6  | 7  | 12 |

### 12 pontok
| Darab | Jutalmazott tartomány | Szavazó tartomány                           |
| ----- | --------------------- | ------------------------------------------- |
| 2     | Alsó-Szászország      | Alsó-Szászország, Mecklenburg-Elő-Pomeránia |
| 2     | Hamburg               | Észak-Rajna-Vesztfália, Hamburg             |
| 1     | Baden-Württemberg     | Baden-Württemberg                           |
| 1     | Bajorország           |                                             |
| 1     | Berlin                |                                             |
| 1     | Brandenburg           |                                             |
| 1     | Bréma                 |                                             |
| 1     | Hessen                |                                             |
| 1     | Rajna-vidék-Pfalz     |                                             |
| 1     | Saar-vidék            |                                             |
| 1     | Schleswig-Holstein    |                                             |
| 1     | Szász-Anhalt          |                                             |
| 1     | Szászország           |                                             |
| 1     | Türingia              |                                             |

## Visszatérő előadók
| Előadó   | Tartomány              | Előző év(ek)                      |
| -------- | ---------------------- | --------------------------------- |
| Bosse    | Alsó-Szászország       | 2011 (Anna Loos közreműködésében) |
| Pohlmann | Észak-Rajna-Vesztfália | 2007                              |

## Térkép

| Győztes 2. helyezett 3. helyezett 4. helyezett 5. helyezett 6. helyezett 7. helyezett 8. helyezett | 9. helyezett 10. helyezett 11. helyezett 12. helyezett 13. helyezett 14. helyezett 15. helyezett 16. helyezett |

## Részt vevő rádióállomások
Az Eurovíziós Dalfesztivállal ellentétben ezen a versenyen regionális rádióállomások választják ki a tartományok képviselőit. A 2013-as verseny részt vevő rádióállomásai a következők voltak:
| - radio ffn - bigFM - Energy München, Energy Nürnberg - Energy Berlin - 94.5 Radio Cottbus - Energy Bremen - bigFM - Energy Hamburg | - planet more music radio - Antenne MV - RPR1. - Radio Flensburg - Radio Saarbrücken - Energy Sachsen - Radio Top 40 |

## Galéria
A verseny műsorvezetői:

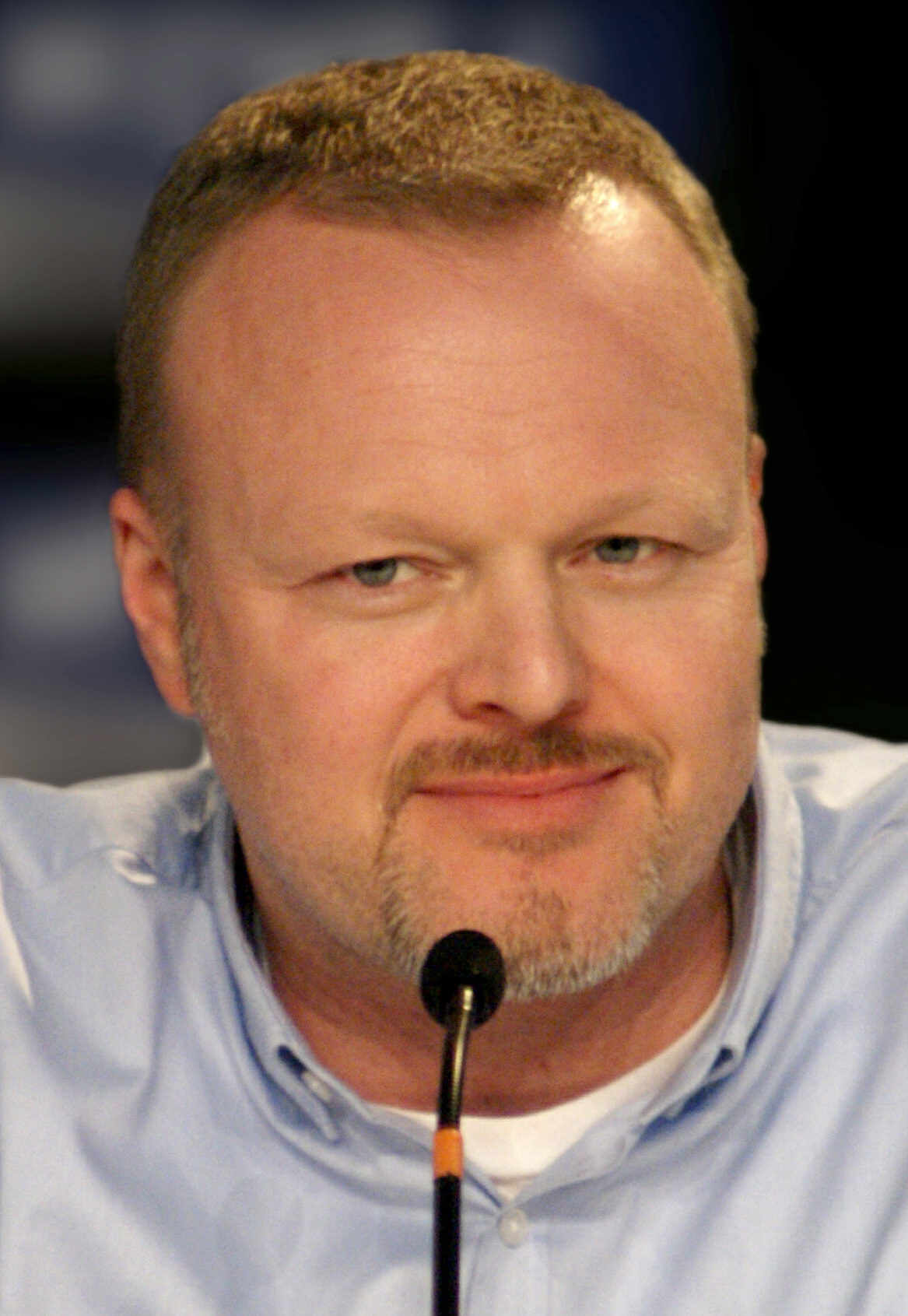
Stefan Raab
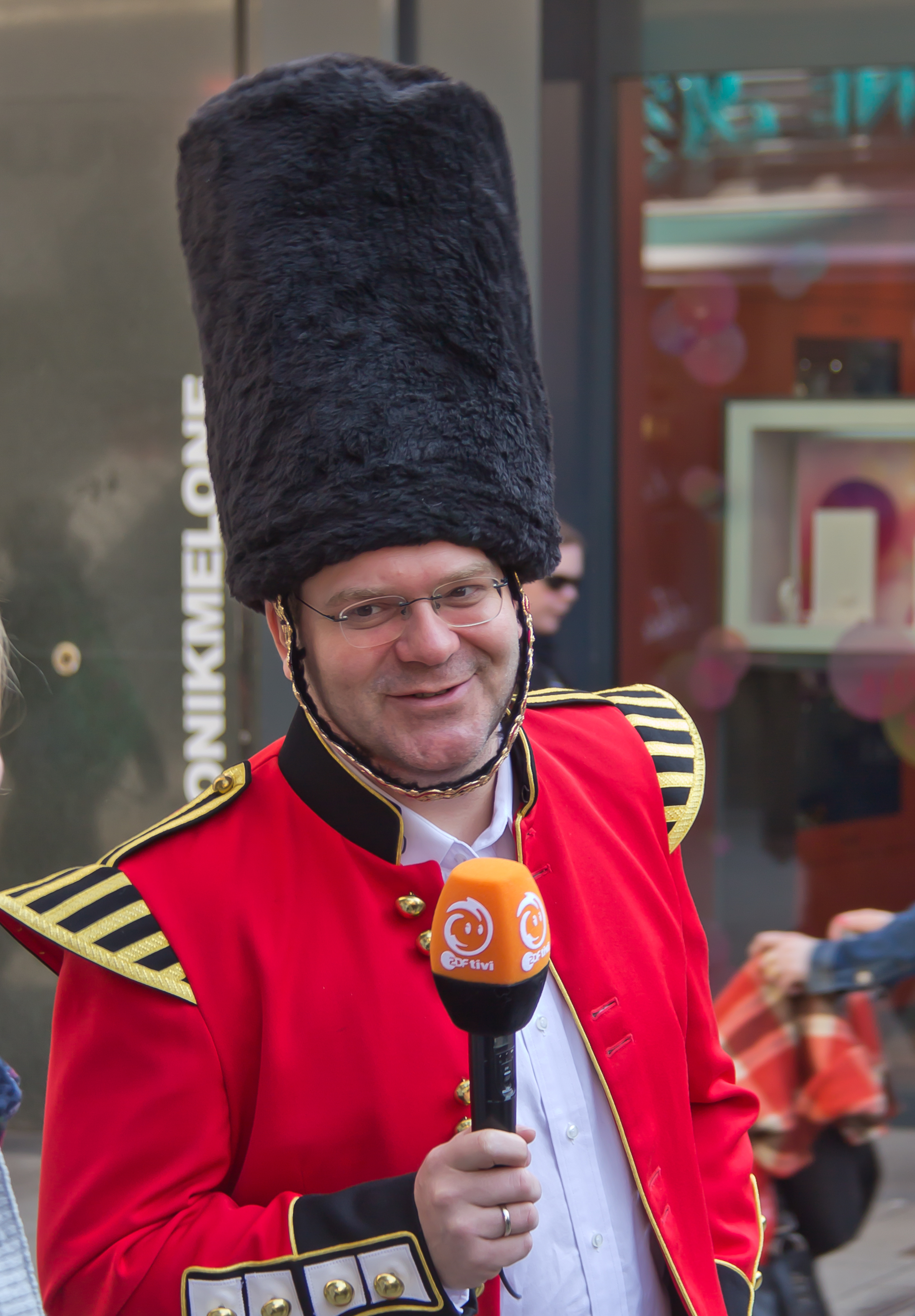
Elton